# Somatina centrophora
Problepsis centrophora là một loài bướm đêm trong họ Geometridae.